# Inflatocalyx
Inflatocalyx is een geslacht van neteldieren uit de klasse van de Anthozoa (bloemdieren).

## Soort
- Inflatocalyx infirmata Verseveldt & Bayer, 1988